# Amedee (VTM)
Amedee was de naam van het figuurtje dat tijdens de beginjaren van de Vlaamse commerciële televisiezender VTM de mascotte was.
Vanaf de oprichting van VTM speelde de commerciële zender sterk in op kinderen met reeksen zoals De Kinderacademie en Schuif Af. Als tegenreactie lanceerde de VRT toen Samson. Ook VTM besliste daarop een mascotte te creëren.
Begin jaren '90 werd Amedee gelanceerd. Het was een groen en wit fictief dier dat trekken had van een vogelbekdier. Hij prijkte op stickers met het officiële logo van VTM. De mascotte kreeg een eigen lied Doe de Amedee dankzij de groep Bingo. Toen de VRT in 1992 aan het licht bracht dat de knuffel van de mascotte giftige stoffen bevatte, verdween Amedee uit de winkelrekken en al snel ook van het scherm.
Uit nostalgie duikt Amedee nog op tijdens terugblikken naar de jaren '90 of verjaardagen van VTM.